# Apodiplosis praecox
Apodiplosis praecox är en tvåvingeart som beskrevs av Tavares 1922. Apodiplosis praecox ingår i släktet Apodiplosis och familjen gallmyggor. Inga underarter finns listade i Catalogue of Life.